# Dientzenhofer (rodzina)
Dientzenhofer – rodzina niemieckich architektów działających głównie w Czechach i Frankonii w 2 poł. XVII wieku i w XVIII wieku.
- Georg Dientzenhofer (1642–1689) i jego bracia:
- Christoph Dientzenhofer (1655–1722)
- Johann Dientzenhofer (1663–1726)
- Johann Leonhard Dientzenhofer (1660–1707)
- oraz najwybitniejszy, syn Christopha – Kilián Ignác Dientzenhofer (1689–1751), główny przedstawiciel czeskiego baroku. Wzniósł liczne kościoły i pałace barokowe odznaczające się dynamiką i fantazją w kształtowaniu rzutów i form przestrzennych, głównie w Pradze. Działał także na Śląsku, gdzie wzniósł w latach 1727–1732 kościół i klasztor benedyktynów w Legnickim Polu.